# بوابة مصر العربية
بوابة مصر العربية  بوابة إخبارية مصرية أنشئت عام 2013 يرأس تحريرها الكاتب الصحفي عادل صبري رئيس تحرير بوابة الوفد سابقًا.
انطلقت البوابة في مايو 2013 كبوابة خاصة بقناة إخبارية حملت نفس الاسم لكن سرعان ما أعلن عن إلغاء مشروع القناة التلفزيونية وتم بيع الموقع لملاك جدد من بينهم رئيس التحرير ورئيس مجلس الإدارة عادل صبري. برغم إعلان البوابة وإدارتها بشكل دائم عن استقلاليتها وعدم انحيازها لأي طرف من الأطراف السياسية وتمسكها الدائم بإعلاء شأن الحوار والرأى والرأى الآخر، إلا أن الشائعات حول تمويل البوابة وانحيازاتها لم تنتهِ.
فجرت البوابة العديد من القضايا الشائكة في مصر والعالم العربى خصوصًا في مجال حقوق الإنسان، وأمام هذه التحديات تعرضت البوابة للاقتحام من قبل الأمن المصرى تحت مزاعم ثبت زيفها لاحقا. أيضا كانت البوابة سباقة في الكشف عن الانقسامات داخل جماعة الإخوان المسلمين بعد مظاهرات 30 يونيو.
كان للموقع حضور مميز في قضية تيران وصنافير وقدم العديد من التقارير- كان من بينها تقرير أممي- تبنت الرأى والرأى الآخر ولم تنحز لطرف من الأطراف سواء كانت الحكومة المصرية التي أعلنت أن الجزيرتين سعوديتين أو المعارضة المصرية بتبنيها رفع قضية في المحاكم المصرية لإثبات مصرية الجزيريتيين، حتى خرجت علينا محكمة القضاء الإدارى بحكم تام ونهائي بمصرية الجزيرتين.
يتحل الموقع المرتبة رقم 24 في مصر و 1,427 على مستوى العالم بين أكثر المواقع من حيث عدد الزيارات